# NEET
NEET er et akronym for Not in Education, Employment or Training ('Ikke i uddannelse, beskæftigelse eller oplæring') og betegner gruppen af unge og unge voksne, der ikke går i skole, ikke har noget arbejde eller ikke er i erhvervsuddannelse.

Udtrykket NEET udvider gruppen af unge arbejdsløse (som defineret af ILO)
til at omfatte gruppen af "økonomisk inaktive unge".
I Tyskland beskrev Forbundsrådet i 2016 hele gruppen af NEET-unge således:
"De NEET-unge […] repræsenterer en heterogen gruppe og kan opdeles i to brede kategorier: De NEET-unge der er registreret som ledige og som aktivt søger arbejde, mens inaktive NEET-unge ikke søger arbejde. Deres inaktivitet kan skyldes adskillige faktorer, herunder familieansvar og sundhedsproblemer, men også modløshed og manglende motivation til at registrere sig som arbejdsløs."